# Аллагулово
Аллагулово (тат. Атнагыл / Аллагол) — село в Мелекесском районе Ульяновской области России, входит в состав Лебяжинского сельского поселения. В селе есть школа, мечеть, почтовое отделение и магазины; до 2025 года был дом культуры (снесён в апреле 2025 года).

## История
Основано в 1807 (?) году поселенцами, вернувшимися из царской ссылки (татарин Атнагыл и еще двое: русский и мордвин). Русские и мордва ушли отсюда, и в 8 километрах на берегу Грязнухи основали село Лебяжье, построили из кирпича красивую церковь. А татарское село стало называться Атнагыл по имени первого жителя и основателя села.
В 1780 году деревня Старое Лебяжье (в будущем Аллагулово (Атнагыл)), при озере Лебяжьем, жители в ней числятся по ревизии в селе Лебяжьем, вошла в состав Ставропольского уезда Симбирского наместничества. В 1796 году — в Симбирской губернии. В 1851 году деревня вошла в состав Самарской губернии.
В 1859 году в деревне Аллагулово, в 160 дворах жило 1183 жителя, имелась мечеть.
В 1909 году была открыта ещё одна мечеть.

## Население
| 1859 | 1889  | 1897  | 1910  | 2010 |
| ---- | ----- | ----- | ----- | ---- |
| 1182 | ↗1918 | ↗2062 | ↗2762 | ↘508 |

## Улицы
ул. Атауллова, ул. Молодежная, ул. Нариманова, ул. Центральная, ул. Школьная, ул. Яруллова